# Upstream-Emission
Upstream-Emissionen sind in der Kohlenstoffbilanzierung und in der Lebenszyklusanalyse (LCA) Emissionen aus Quellen, die der betrachteten Einheit – dem Prozess oder der Organisationseinheit – in der Wertschöpfungskette vorgelagert sind (cradle to gate).

## Upstream-Emissionen im GHG Protocol
Das zur Erstellung von Treibhausgasbilanzen häufig verwendete GHG Protocol definiert Upstream-Emissionen als sämtliche indirekten Treibhausgasemissionen, die bei der Erzeugung von eingekauftem Strom, Dampf, Wärme und Kälte (Scope 2-Emissionen) und bei der Produktion und dem Transport von eingekauften Produkten und Dienstleistungen (Teil der Scope 3-Emissionen) entstanden sind. Upstream-Emissionen entstehen also nicht innerhalb der betrachteten Systemgrenzen, sondern durch vorgelagerte Aktivitäten.

## Upstream-Emissionen im Kontext der EU-Kraftstoffqualitätsrichtlinie
Gemäß der Durchführungsbestimmungen zur Kraftstoffqualitätsrichtlinie der Europäischen Union (Richtlinie (EU) 2015/652) sind Upstream-Emissionen sämtliche Emissionen, die entstehen, bevor der Raffinerierohstoff (z. B. konventionelles Rohöl, Naturbitumen, Ölschiefer) in die Raffinerie oder Verarbeitungsanlage gelangt, in der bestimmte Kraftstoffe hergestellt werden.
Unternehmen, die Kraftstoffe in den Verkehr bringen, sind verpflichtet, bestimmte Treibhausgasminderungsquoten (THG-Quoten) einzuhalten. Einen Teil ihrer Verpflichtung können sie seit 2020 durch die Minderung von Upstream-Emissionen erfüllen, beispielsweise durch effizientere Ölförderung oder durch klimafreundlicheren Transport des Rohöls. Upstream-Emissionsminderungen (Upstream Emission Reductions, kurz UER) müssen durch Prüfstellen zertifiziert und vom Umweltbundesamt (UBA) freigegeben werden, nur dann können sie in Form von UER-Zertifikate zur Erfüllung eines Teils der THG-Quote herangezogen werden. Um die Größe der UER zu bestimmen, werden sie mit der hypothetischen Menge der Upstream-Emissionen (den Referenzfallemissionen) verglichen, die ohne ein Projekt zur Minderung entstanden wäre. Die Minderung wird nach normierten Grundsätzen ermittelt.
Im Mai 2024 wurde von Betrugsfällen bei UER-Projekten in China berichtet, zahlreiche Projekte seien nur vorgetäuscht worden. Das Bundesumweltministerium beschloss nach Hinweisen auf Betrugsfälle, die Anrechenbarkeit von UER 2025 auslaufen zu lassen. Im Juni 2024 standen 40 von 60 UER-Projekten in China unter Betrugsverdacht. Das Umweltbundesamt leitete Prüfungen der acht Projekte ein, die für 2023 beantragt worden waren. In sieben Fällen wurden die Anträge zurückgezogen, für das achte Projekt untersagte das UBA die Ausstellung der Zertifikate. Gegen Geschäftsführer und Mitarbeiter von Prüfstellen wird wegen Betrugsverdachts ermittelt.